# Kiếm thuật Nhật Bản

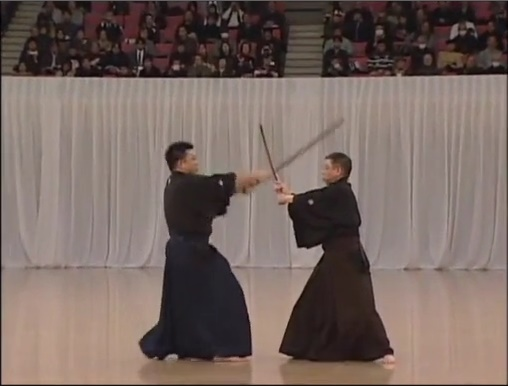
Trình diễn Unko-ryu

Kenjutsu (Kiếm thuật Nhật Bản) là thuật ngữ tổng quát để chỉ những trường kiếm thuật truyền thống của Nhật Bản, cụ thể là những trường trước thời Minh Trị duy tân. Thuật ngữ Kenjutsu, có từ thời phong kiến Nhật Bản, gắn liền với tầng lớp Samurai. Kenjutsu có nghĩa là "phương pháp, hoặc kỹ thuật sử dụng kiếm". Định nghĩa này hoàn toàn trái ngược với kendo là "đạo của kiếm".

Phương pháp tập luyện và huấn luyện kenjutsu là khác nhau tùy từng môn phái. Có hai phương pháp tập luyện đó là đơn luyện và đối luyện bằng các bài kata (có hai kiểu đối luyện tùy trường phái là được phép tấn công chạm cơ thể và không được cham cơ thể). Theo truyền thống, tùy môn phái mà người luyện tập có thể sử dụng mộc đao (bokuto), trúc đao (shinai), hoặc mặc giáp.

## Lịch sử

### Thời Edo
Kiếm thuật Nhật Bản - Kenjutsu - trong thời kỳ Edo trước đã được khắc họa là một môn nghệ thuật mang tính hiếu chiến. Bản chất tự nhiên của kiếm thuật kenjutsu là tính thực tế. Nhưng nhiều chiến binh đã cống hiến cả cuộc đời để nghiên cứu thấu đáo về nghệ thuật này, nghiên cứu khía cạnh kỹ thuật của nó tới độ sâu triết học vĩ đại. Nhiều người trong số những chiến binh này đã phát hiện ra rằng việc tập luyện kenjutsu giúp họ có cảm giác bình tâm, thay đổi cách nhìn về cuộc sống và làm họ ghét cay ghét đắng việc giết hại đồng loại. Tôn chỉ thường thấy của kiếm thuật đều quan niệm "binh pháp là bình pháp".
Katori Shintō-ryū là môn võ lâu đời nhất được chứng minh trong lịch sử võ truyền thống của Nhật Bản. Các makimono (văn bản cổ) dùng để ghi lại những lời dạy của "ryu" này đã nhấn mạnh rõ ràng về việc thực hiện đạo đức của một kiếm sĩ. Kenjutsu là một nghệ thuật được phát triển để đánh bại kẻ thù và không được sử dụng một cách bừa bãi. Ý nghĩa nhận thức đạo đức này là nội tại trong những lời dạy của người sáng lập Ryu - ngài Iizasa Chō-isai Inenao (1386-1488).
Trong thời Edo, số lượng các môn phái kiếm thuật Nhật Bản lên đến hơn 500, và các kỹ thuật và dụng cụ tập luyện rất phát triển. Thế kỷ 19, bắt đầu pháp triển trường phái sử dụng kiếm tre (shinai) và giáp bảo vệ (bogu). Phương pháp tập luyện truyền thống của kenjutsu bao gồm các bài đối luyện kata với binh khí sử dụng là kiếm gỗ (bokuto) hoặc kiếm thật. Bắt đầu từ 1868, phong trào Minh Trị Duy Tân dẫn tới sự xóa bõ tầng lớp quân sự và Nhật Bản bắt đầu hiện đại hóa theo định hướng các nước công nghiệp phương Tây. Khi tầng lớp Samurai bị tan rã, Kenjutsu cũng bắt đầu suy tàn. Giai đoạn này kéo dài thêm khoảng 20 năm tiếp theo đến khi Nhật Bản bắt đầu khôi phục lại các giá trị truyền thống và kiếm thuật bắt đầu phát triển trở lại, nhất là trong quân đội và cảnh sát.

### Thời hiện đại
Vào năm 1886, lực lượng cảnh sát Nhật Bản đã lên kế hoạch kết hợp các bài kata từ nhiều trường đào tạo kiếm thuật Nhật Bản khác nhau để luyện tập cho các đơn vị bảo an của mình. Tiến trình tiêu chuẩn hóa này kéo dài đến khi tổ chức Dai Nippon Butoku Kai được thành lập năm 1895. Tổ chức này tiếp tục tiêu chuẩn hóa hệ thống các bài song luyện kiếm thuật Nhật Bản trong nhiều năm với sự trợ giúp của nhiều nhóm khác. Đến năm 1912, một sắc lệnh được ban ra từ Dai Nippon Butoku Kai nhấn mạnh sự thiếu hụt về các chương trình huấn luyện đồng nhất và giới thiệu một giáo trình giảng dạy cốt lõi dành cho các trường dạy kiếm thuật Nhật Bản để họ thêm vào hệ thống kỹ thuật của mình.

## Binh khí luyện tập
Để kiếm đạo - Kendo - có thể được chấp nhận hoàn toàn trong xã hội hòa bình thì các nguyên tắc về tính an toàn trong tập luyện phải được đưa ra. Vào thời bấy giờ, trong kenjutsu, kiếm sĩ sử dụng kiếm thật trong tập luyện các bài "kata". Việc này không chỉ nguy hiểm mà còn là phương thức tập luyện tốn kém., thanh kiếm chắc chắn sẽ bị hư hại và nếu không thể thay toàn bộ thì thanh kiếm phải được đánh bóng trước khi có thể tiếp tục sử dụng.
Trong trường hợp này thì bokken (bokuto hay bokto) hay kiếm gỗ được giới thiệu và sử dụng sẽ ít nguy hiểm hơn. Kiếm gỗ là một trong những võ khí được dùng trong các chương trình huấn luyện. Vì nhiều lý do, nhiều trường dạy kiếm đã thiết kế kiếm gỗ theo mục đích tập luyện của trường.
Thế nhưng một lần nữa, việc an toàn trong tập luyện lại được nêu ra và để có thể tránh việc chấn thương các kiếm sĩ được thuyết phục sử dụng một loại võ khí khác an toàn hơn nhưng cũng đồng thời mang lại ít cảm giác thực tế hơn. Tuy nhiên, những nỗ lực của những người tiên phong đã mang lại tác động sâu rộng trong giới kiếm thuật Nhật Bản.
Việc cải tiến thanh kiếm cho các mục đích huấn luyện bắt đầu trong thời kỳ tiền Edo. Cả Maniwa Nen Ryu và Shinkage Ryu cũng như Yagyu Shinkage Ryu, tìm thấy phương pháp thay thế Shinai Fukuro (thanh kiếm giả làm bằng tre bọc trong da hoặc vải nặng) cho lưỡi kiếm thật hoặc bokken.

## Những trường dạy kiếm thuật nổi tiếng
Kashima Shinto ryu

Tenshin Shoden Katori Shinto ryu

## Những bậc thầy về kiếm thuật Nhật Bản nổi tiếng
- Iizasa Chosai
- Miyamoto Musashi
- Sasaki Kojiro
- Ito Ittosai Kagehisa
- Yamaoka Tesshu